# Josie Bissett
Josie Bissett all'anagrafe Jolyn Christine Heutmaker (Seattle, 5 ottobre 1970) è un'attrice statunitense, nota per il ruolo di Jane Andrews Mancini nel serial Melrose Place.

## Biografia
Il suo debutto davanti alla macchina da presa, avviene nel 1989 nel film per il cinema di Umberto Lenzi Paura nel buio. In seguito, viene diretta da Bruno Mattei nell'erotico Desideri, mentre nel 1992 il regista Oliver Stone, le offre un ruolo in The Doors.
Il suo successo è dovuto al ruolo di Jane Andrews Mancini in Melrose Place, personaggio che interpreta dal 1992 al 1997 (anno in cui lascia la serie); riprende poi lo stesso ruolo nel 1999 (ultimo anno della serie).
Durante le riprese del film Halfway House conosce Rob Estes (Kyle McBride in Melrose Place). I due, sposati nel 1992 e separati dal 2005, hanno due figli: Mason Tru e Maya Rose; la coppia ha recitato inoltre insieme nel film TV In dieci sotto un tetto, in cui recitavano proprio la parte di marito e moglie.
Dopo un periodo di pausa dedicato alla maternita, l'artista è tornata a recitare, da segnalare una sua presenza in veste di guest star nella serie Law & Order - Unità vittime speciali.

## Filmografia parziale

### Cinema
- Paura nel buio, regia di Umberto Lenzi (1989)
- Desideri, regia di Bruno Mattei (1989)
- I ragazzi degli anni '50 (Book of Love), regia di Robert Shaye (1990)
- The Doors, regia di Oliver Stone (1991)

### Televisione
- La famiglia Hogan (The Hogan Family, conosciuto anche come Valerie) – serie TV, 11 episodi (1990-1991)
- Modella per un giorno (Posing: Inspired by Three Real Stories), regia di Steve Stafford – film TV (1991)
- Trappola per un innocente (All-American Murder), regia di Anson Williams (1992)
- Mikey, regia di Dennis Dimster (1992)
- Il segreto (Secrets), regia di Peter H. Hunt (1992)
- Inganno mortale (Deadly Vows), regia di Alan Metzger – film TV (1994)
- Il coraggio di amare (Dare to Love), regia di Armand Mastroianni – film TV (1995)
- 72 ore (The Sky's on Fire), regia di Dan Lerner – film TV (1998)
- Baby Monitor - Brividi di paura (Baby Monitor: Sound of Fear), regia di Walter Klenhard – film TV (1998)
- Melrose Place – serie TV, 172 episodi (1992-1999)
- Law & Order - Unità vittime speciali (Law & Order: Special Victims Unit) – serie TV, episodio 05x07 (2003)
- In dieci sotto un tetto (I Do, They Don't), regia di Steven Robman – film TV (2005)
- La vita segreta di una teenager americana (The Secret Life of the American Teenager) – serie TV, 61 episodi (2008-2011)
- Melrose Place – serie TV, 2 episodi (2009)
- La giustizia di una madre (Her Own Justice), regia di Jason Bourque – film TV (2015)
- Un'amante scomoda, regia di C. Crawford – film TV (2016)
- Fantasy Island – serie TV, episodio 1x06 (2021)

## Doppiatrici italiane
Nelle versioni in italiano delle opere in cui ha recitato, Josie Bissett è stata doppiata da:
- Francesca Fiorentini in Melrose Place (1992)
- Giò Giò Rapattoni ne La vita segreta di una teenager americana
- Selvaggia Quattrini in Melrose Place (2009)
- Sabrina Duranti in Fantasy Island